# أوليفر غريفين
أوليفر غريفين (بالإنجليزية: Oliver Griffin)‏ هو فنان بريطاني، ولد في 1983 في Boscombe ‏ في المملكة المتحدة.